# Francl
Pogostost priimka Francl je bila po podatkih Statističnega urada Republike Slovenije na dan 1. januarja 2010 manjša kot 5 oseb. 

## Znani nosilci priimka
- Ivan Francl, operni pevec
- Rudolf Francl, operni pevec